# ل سینت
ل سینت (به فرانسوی: Le Saint) یک کامین در فرانسه است که در Canton of Gourin واقع شده‌است.

## خصوصیات
ل سینت ۳۱٫۰۳ کیلومترمربع مساحت و ۶۹۶ نفر جمعیت دارد.